# Epidendrum ramosissimum
Epidendrum ramosissimum är en orkidéart som beskrevs av Oakes Ames och Charles Schweinfurth. Epidendrum ramosissimum ingår i släktet Epidendrum och familjen orkidéer.
Artens utbredningsområde är Costa Rica. Inga underarter finns listade i Catalogue of Life.